# Chernykhite
La chernykhite è un minerale appartenente al gruppo delle miche fragili.